# María Evangelista Quintero Malfaz
María Evangelista Quintero Malfaz (* 6. Januar 1591 in Cigales, Provinz Valladolid; † 27. November 1648 in Casarrubios del Monte, Provinz Toledo) war eine spanische Zisterzienserin, Äbtissin, Klostergründerin, Ordensreformerin und Mystikerin.

## Leben und Werk
María Quintero Malfaz trat 1609 in das Zisterzienserinnenkloster San Joaquín y Santa Ana (Valladolid) ein und nahm den Ordensnamen Evangelista (nach dem Evangelisten Johannes) an. Ihr Bruder und Vormund bestimmte sie zur Konversen, so dass sie erst 1626 Chornonne werden konnte. 1633 wurde sie mit zwei Mitschwestern zur Gründung des  Zisterzienserinnenklosters Santa Cruz nach Casarrubios del Monte geschickt, nachdem ein dort ansässiges adeliges Ehepaar, das bei einem Gerichtstermin in Valladolid ihre Bekanntschaft gemacht hatte, sich zur Stiftung des Klosters mit ihr als Oberin entschlossen hatte. Von 1634 bis zu ihrem Tod 1648 war sie Äbtissin des Klosters, das bis heute besteht. Mutter María Evangelista erlebte 1648 ein Blutwunder. Sie reiht sich ein die Schar der ebenfalls 1591 geborenen zisterziensischen Reformerinnen Angélique Arnauld, Louise de Ballon, Jeanne de Pourlan und Françoise de Nérestang. Ihr heiligmäßiges Leben gab Anlass zur Eröffnung eines Seligsprechungsverfahrens (mit dem Zisterzienser Pierdomenico Volpi als Postulator).